# Jia (Pingdingshan)
Jia (chinesisch 郟縣 / 郏县, Pinyin Jiá Xiàn) ist ein Kreis in der chinesischen Provinz Henan, der zum Verwaltungsgebiet der bezirksfreien Stadt Pingdingshan gehört. Jia hat eine Fläche von 727 km² und zählt 578.400 Einwohner (Stand: Ende 2018).
Die Ahnentempel und Gräber der Drei Su (San Su ci he mu 三苏祠和墓) und der Konfuzianische Tempel des Kreises Jia (Jia xian wenmiao 郏县文庙) stehen seit 2006 auf der Liste der Denkmäler der Volksrepublik China.